# Boeing X-45
Il Boeing X-45 è un velivolo sperimentale costruito con lo scopo di attaccare e distruggere le difese antiaeree nemiche in un combattimento reale, tutto ciò senza il supporto umano (la denominazione ufficiale è UCAV, Unmanned Combat Air Vehicle).
Il progetto è stato sviluppato dalla U.S. Air Force in collaborazione con la Boeing.

## Impiego operativo
Un prototipo è stato realizzato ed ha eseguito alcuni voli di test, il primo di questi il 22 maggio del 2002.

## Versioni
X-45A
prima versione realizzata.
X-45B/C
variante caratterizzata da maggiori dimensioni e diversa motorizzazione.
X-45N
versione navalizzata proposta all'United States Navy

### Utilizzatori
Stati Uniti
- United States Air Force